# Anatoli Morózov
Anatoli Afanásievich Morózov (en ruso: Анатолий Афанасьевич Морозов; 4 de julio de 1916 - 18 de junio de 1944) fue un aviador militar soviético y as de la aviación que combatió en la Segunda Guerra Mundial en la Fuerza Aérea Soviética al mando del prestigioso 9.º Regimiento de Aviación de Cazas de la Guardia. En el curso de dicho conflicto recibió el título de Héroe de la Unión Soviética.

## Biografía

### Infancia y juventud
Anatoli Morózov nació el 4 de julio de 1916, en el seno de una familia rusa de clase trabajadora, en Bezhitsa, una pequeña localidad situada en la gobernación de Oriol —entonces parte del Imperio ruso, actualmente ubicada en el óblast de Oriol en Rusia— Después de completar el séptimo grado en la escuela local, asistió a una escuela de oficios y luego trabajó en una planta de locomotoras de vapor hasta que ingresó en el Ejército Rojo en 1934. Después de graduarse en la escuela de aviación militar en 1937, experimentó por primera vez el combate en la Guerra de Invierno como parte del 4.º Regimiento de Aviación de Cazas, pilotando el caza biplano I-153 pero sin conseguir ninguna victoria aérea. En 1940, fue admitido como miembro en el Partido Comunista.

### Segunda Guerra Mundial
Fue enviado al frente de combate en junio de 1941, poco después del inicio de la invasión alemana de la Unión Soviética, y casi inmediatamente obtuvo su primera victoria aérea, al derribar un bombardero ligero PZL.23, de fabricación polaca pero operado por los rumanos aliados de los alemanes, mientras pilotaba un MiG-3. Continuó sumando más victorias aéreas, incluida un embestida aérea contra un Bf 109 el 7 de julio de 1941 antes de cambiar al más moderno caza Yak-7 poco después. Tras recibir el título de Héroe de la Unión Soviética el 27 de marzo de 1942 por sus victorias al comienzo de la guerra, pudo ascender rápidamente en las filas de la fuerza aérea y convertirse en comandante de su regimiento en julio de 1942. Más tarde fue destinado brevemente a la 287.ª División de Aviación de Cazas desde febrero de 1943 hasta que, en agosto de 1943, fue nombrado comandante del recién constituido 9.º Regimiento de Aviación de Cazas de la Guardia (el regimiento era conocido como el «regimiento de ases» ya que estaba formado por ases y pilotos considerados como potenciales ases). A pesar de su alto cargo, continuó volando en combate, contando varias victorias en combate más en 1944 antes de morir en un accidente de pesca durante un permiso de descanso el 18 de junio de 1944.
A lo largo de la guerra, consiguió un total de once victorias aéreas en solitario y tres compartidas acumuladas en el transcurso de aproximadamente 329 salidas de combate.

## Condecoraciones
A lo largo de su vida militar, Anatoli Morózov recibió las siguientes condecoraciones
|  | Héroe de la Unión Soviética (27 de marzo de 1942)                                                       |
|  | Orden de Lenin (27 de marzo de 1942)                                                                    |
|  | Orden de la Bandera Roja, tres veces (19 de mayo de 1940, 12 de diciembre de 1942 y 7 de abril de 1944) |
|  | Orden de Alejandro Nevski (22 de mayo de 1944)                                                          |
|  | Medalla por la Defensa de Stalingrado (1942)                                                            |